# Cola duparquetiana
Cola duparquetiana é uma espécie de angiospérmica da família Sterculiaceae.
Apenas pode ser encontrada no seguinte país: Gabão.